# إناغي (طوكيو)

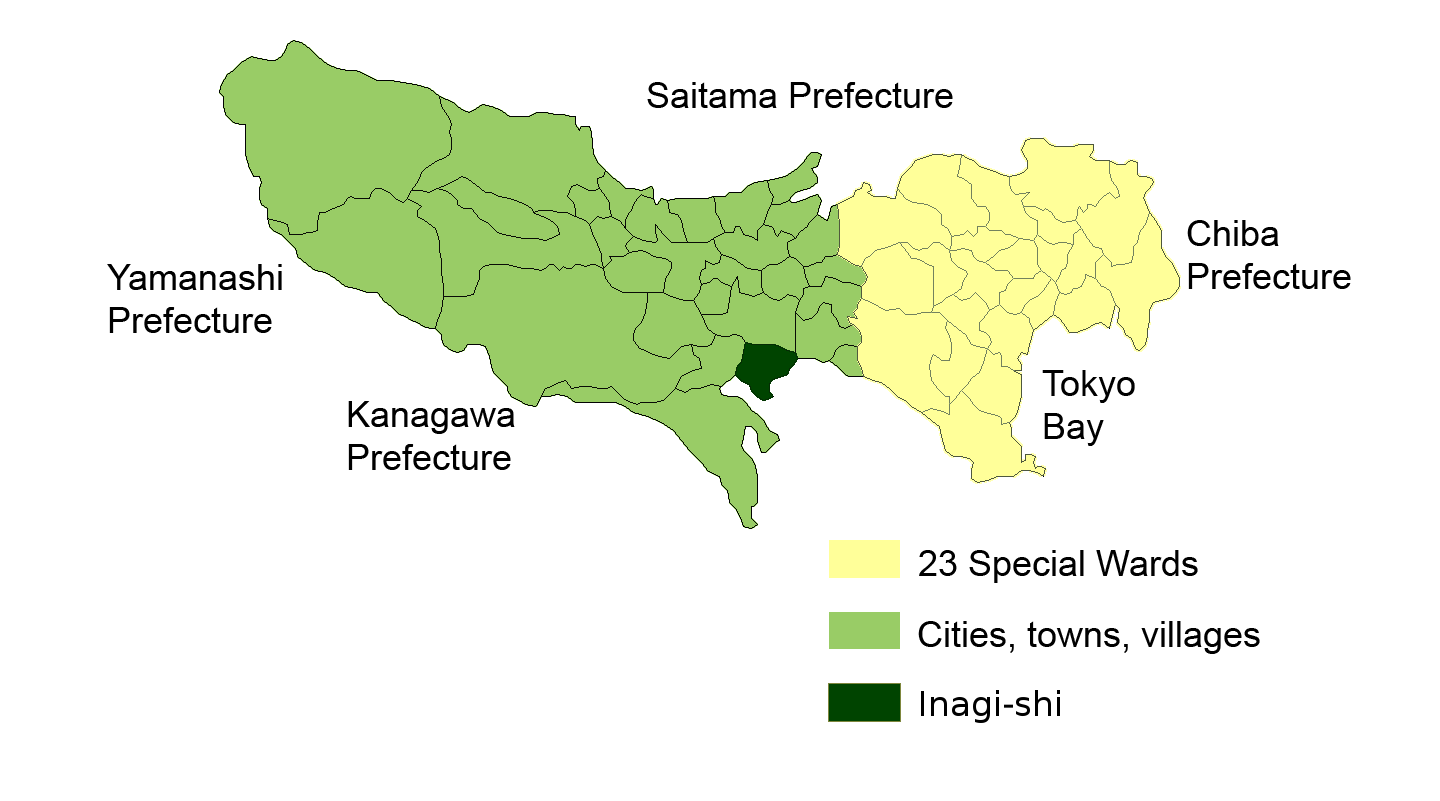
موقع مدينة إناغي ضمن محافظة طوكيو

مدينة إناغي (باليابانية 稲城市) هي مدينة تقع في طوكيو، اليابان.
في عام 2008، وصل التعداد السكاني للمدينة إلى 81,134 نسمة والكثافة السكانية 4,096.33 نسمة في الكيلومتر مربع، والمساحة الإجمالية 17.97 كم مربع. تم تأسيس المدينة في الأول من نوفمبر 1971.

## وصلات خارجية
- موقع مدينة إناغي باللغة اليابانية